# Partito Socialista Ruandese
Il Partito Socialista Ruandese in (francese:Parti Socialiste Rwandais, PSR) è un Partito politico pro-governativo in Ruanda.

## Storia
il partito è stato fondato il 18 agosto 1991. È entrato a far parte della coalizione guidata dal Fronte Patriottico Ruandese nelle elezioni parlamentari del 2003, vincendo un solo seggio. È rimasto a far parte della coalizione del Fronte Patriottico Ruandese anche nelle elezioni del 2008 e del 2013, conservando il suo solo seggio anche in queste elezioni. Ciò nonostante ha perso la sua rappresentanza in parlamento nelle Elezioni parlamentari in Ruanda del 2018.